# Statine
Statine是一种β-羟基-γ-氨基酸，化学名 (3S,4S)-4-氨基-3-羟基-6-甲基庚酸，属于非天然氨基酸、非蛋白氨基酸，可作为天冬氨酸蛋白酶抑制剂；其在胃酶抑素序列中出现两次，且对胃蛋白酶和其他酸性蛋白酶具有抑制作用它被认为与胃酶抑素的抑制活性有关，因为它模拟了肽催化的四面体过渡态。